# Sinospiradiclis
Sinospiradiclis là một chi thực vật có hoa trong họ Thiến thảo (Rubiaceae).

## Loài
Chi Sinospiradiclis gồm các loài: